# Salanoia
Genre
Salanoia est un genre de mammifères de la famille des Eupleridae, comptant deux espèces endémiques de Madagascar.

## Liste d'espèces
- Salanoia concolor I. Geoffroy Saint-Hilaire, 1837 — galidie unicolore[1]
- Salanoia durrelli Durbin et al., 2010